# Монкюк
Монкю́к (фр. Montcuq) — колишній муніципалітет у Франції, у регіоні Окситанія, департамент Лот. Населення — 1271 осіб (2011).
Муніципалітет був розташований на відстані близько 510 км на південь від Парижа, 85 км на північ від Тулузи, 22 км на південний захід від Каора.

## Історія
До 2015 року муніципалітет перебував у складі регіону Південь-Піренеї. Від 1 січня 2016 року належав до нового об'єднаного регіону Окситанія.
1 січня 2016 року Монкюк, Бельмонте, Лебрей, Сент-Круа i Вальпрійонд було об'єднано в новий муніципалітет Монкюк-ан-Керсі-Блан.

## Демографія
Динаміка населення (Insee ):
Розподіл населення за віком та статтю (2006):
| Стать | Всього | До 15 років | 15-24 | 25-44 | 45-64 | 65-85 | Понад 85 |
| --- | ------ | ----------- | ----- | ----- | ----- | ----- | -------- |
| Чоловіки | 647    | 84          | 80    | 153   | 182   | 124   | 24       |
| Жінки | 657    | 68          | 68    | 112   | 193   | 176   | 40       |
| \| Статево-вікова піраміда \| Статево-вікова піраміда \| Статево-вікова піраміда \| \| ----------------------- \| ----------------------- \| ----------------------- \| \| Чоловіки \| Вік \| Жінки \| \| 24 \| 85 + \| 40 \| \| 28 \| 80-84 \| 32 \| \| 28 \| 75-79 \| 56 \| \| 16 \| 70-74 \| 48 \| \| 52 \| 65-69 \| 40 \| \| 56 \| 60-64 \| 48 \| \| 57 \| 55-59 \| 61 \| \| 61 \| 50-54 \| 48 \| \| 8 \| 45-49 \| 36 \| \| 20 \| 40-44 \| 36 \| \| 44 \| 35-39 \| 20 \| \| 57 \| 30-34 \| 44 \| \| 32 \| 25-29 \| 12 \| \| 44 \| 20-24 \| 32 \| \| 36 \| 15-20 \| 36 \| \| 20 \| 10-14 \| 28 \| \| 24 \| 5-9 \| 20 \| \| 40 \| 0-4 \| 20 \| |        |             |       |       |       |       |          |
| Статево-вікова піраміда |        |             |       |       |       |       |          |
| Чоловіки | Вік    | Жінки       |       |       |       |       |          |
| 24 | 85 +   | 40          |       |       |       |       |          |
| 28 | 80-84  | 32          |       |       |       |       |          |
| 28 | 75-79  | 56          |       |       |       |       |          |
| 16 | 70-74  | 48          |       |       |       |       |          |
| 52 | 65-69  | 40          |       |       |       |       |          |
| 56 | 60-64  | 48          |       |       |       |       |          |
| 57 | 55-59  | 61          |       |       |       |       |          |
| 61 | 50-54  | 48          |       |       |       |       |          |
| 8 | 45-49  | 36          |       |       |       |       |          |
| 20 | 40-44  | 36          |       |       |       |       |          |
| 44 | 35-39  | 20          |       |       |       |       |          |
| 57 | 30-34  | 44          |       |       |       |       |          |
| 32 | 25-29  | 12          |       |       |       |       |          |
| 44 | 20-24  | 32          |       |       |       |       |          |
| 36 | 15-20  | 36          |       |       |       |       |          |
| 20 | 10-14  | 28          |       |       |       |       |          |
| 24 | 5-9    | 20          |       |       |       |       |          |
| 40 | 0-4    | 20          |       |       |       |       |          |

## Економіка
2010 року серед 682 осіб працездатного віку (15—64 років) 449 були активними, 233 — неактивними (показник активності 65,8%, у 1999 році було 61,4%). З 449 активних мешканців працювало 380 осіб (194 чоловіки та 186 жінок), безробітними було 69 (43 чоловіки та 26 жінок). Серед 233 неактивних 50 осіб було учнями чи студентами, 125 — пенсіонерами, 58 були неактивними з інших причин.

У 2010 році в муніципалітеті числилось 559 оподаткованих домогосподарств, у яких проживали 1164,0 особи, медіана доходів виносила 14 930,5 євро на одного особоспоживача